# Ituraddu
Ituraddu (vagy II. Addu-nirári, akkád Adad-nirári) Mukis utolsó uralkodója, talán elődje, II. Ilim-ilimma fia. Uralkodása idején Ugarit és Nija királyaival együtt egy védelmi koalíciót hozott létre. Az együttműködést II. Níkmaddu szervezte, ehhez csatlakozott Aki-Tesub és Ituraddu.
Látható volt ugyanis, hogy a Hettita Birodalom hamarosan Észak-Szíria felé fordul. I. Szuppiluliumasz hettita király rendet tett Anatólia nyugati felén, majd letörte Tusratta ellenállását és Mitannit vazallus királysággá tette. A szíriai államok már korábban kénytelenek voltak eltűrni Szuppiluliumasz hadseregének átvonulását, amikor Amurrú és Gubla ellen vonult. A szerződés azonban Mukisra nézve katasztrofális végű lett. Szuppiluliumasz a nagy szíriai hadjáratát uralkodásának ötödik évében, i. e. 1340 körül indította meg.
Ituraddu levelet írt Ehnatonnak, amelyben tájékoztatta a helyzetről Egyiptomot (EA#51). Amikor a hettiták Akizzi királyt legyőzték, Katnát elfoglalták, lerombolták és lakosságát kitelepítették, Ituraddu rátette a kezét az üresen maradt területre. Szuppiluliumasz üzent Ugaritnak, hogy amennyiben elhagyja Egyiptomot és a hettita oldalra áll, garantálja a függetlenségét. Ekkor II. Níkmaddu tájékoztatta Szuppiluliumaszt a tervezett felkelésről, aminek hatására a hettita haderő Halap ellen fordult és bevette azt. Ugarit területeket nyert Mukistól és Nuhassétől is, Halap területén pedig új hettita alkirályság szerveződött, amelynek élére Szuppiluliumasz egyik fia, Telipinusz került. Ituraddu sorsa ismeretlen. Aki-Tesub és testvére, Takuva fellázadt Szuppiluliumasz ellen, aminek Nuhasse elfoglalása lett a vége.
Mukis területén megalakult a halapi alkirályság, amiből Szuppiluliumasz halála után önálló Halapi Királyság lett.